# Pine Knot
Pine Knot – jednostka osadnicza w Stanach Zjednoczonych, w stanie Kentucky, w hrabstwie McCreary.